# Gurij (Šalimov)
Gurij (světským jménem: Jurij Nikolajevič Šalimov; * 17. září 1946, Lučinki) je ruský duchovní Ruské pravoslavné církve a emeritní biskup petropavlský a bulajevský.

## Život
Narodil se 17. září 1946 ve vesnici Lučinki Vladimirské oblasti. Následující rok se jeho rodina přestěhovala do města Gorkij.
Po střední škole navštěvoval Sormovskou strojní školu. Od roku 1964 studoval na fakultě překladatelství Gorkovského státního pedagogického institutu. Po studiu začal pracovat na katedře anglického a francouzského jazyka.
V letech 1970–1972 sloužil v řadách Sovětské armády. V letech 1974–1975 absolvoval Vyšší pedagogické kurzy  Moskevského státního pedagogického institutu.
Od ledna do května 1976 byl čtecem modlitebního domu svatého Theodora Strateláta sídla Ščerbynivka Doněcké oblasti, a poté v domě svatého Mikuláše v Jasynuvatě.
Dne 24. července 1977 jej arcibiskup vladimirský a suzdalský Vladimir (Kotljarov) rukopoložil na diákona a 29. října na jereje.
V letech 1977–1980 studoval dálkově na Moskevském duchovním semináři.
Od ledna 1978 byl knězem katedrálního chrámu Zesnutí přesvaté Bohorodice ve Vladimiru. V lednu 1979 se stal sekretářem arcibiskupa vladimirského.
V říjnu 1979 byl přijat do kléru vilniuské eparchie. Stal se představeným chrámu svatého Alexandra Něvského v Užušiliai a roku 1980 chrámu svatých Vilniuských mučedníků v Tauragė.
Roku 1984 dokončil Moskevskou duchovní akademii.
V dubnu 1981 se stal součástí kléru krasnodarské eparchie, kde byl ustanoven sekretářem arcibiskupa Vladimira (Kotljarova).
Od prosince 1984 do března 1987 byl představeným chrámu Vzkříšení Krista v marockém Rabatu.
Dne 5. října 1985 byl postřižen na monacha se jménem Gurij. O den později byl povýšen na igumena.
Od 23. března 1987 sloužil jako kněz v Curychském vikariátu a 11. září 1988 byl jmenován představeným chrámu Vzkříšení Krista v Curychu.
Dne 29. dubna 1989 byl povýšen na archimandritu.
Od 29. ledna 1991 byl představeným chrámu Pokrova přesvaté Bohorodice v Sydney.
Dne 22. prosince 1992 jej Svatý synod zvolil biskupem chersonésoským.
Dne 14. ledna 1993 proběhla v chrámu Zjevení Páně v Moskvě jeho biskupská chirotonie.
Dne 31. března 1999 byl ze zdravotních důvodů osvobozen od spravování chersonésoské eparchie.
Dne 7. května 2003 byl ustanoven biskupem magadanským a siněgorským a 5. října 2011 biskupem petropavlským a bulajevským.
Dne 30. května 2014 byl Svatým synodem penzionován.
Dne 16. dubna 2015 se stal představeným chrámu Kazaňské ikony Matky Boží v Kolomenském (Moskva).